# Гершун, Владимир Иосифович
Владимир Иосифович Гершун (род. 1938, Боровской, Кустанайская область) — советский и казахстанский ветеринар-эпизоотолог; доктор ветеринарных наук, профессор (1985).

## Биография
Родился в селе Боровское, Костанайская область.
В 1961 году окончил Троицкий государственный ветеринарный институт с квалификацией «ветеринарный врач», работал ветврачом в Боровском (ныне Мендыкаринском) районе, впоследствии там же — директор районной ветлаборатории.
С 1970 года преподавал в Кустанайском сельскохозяйственном институте, где в 1994—2006 годы заведовал кафедрой зоогигиены и микробиологии (с 2000 — в составе Костанайского университета им. А. Байтурсынова, затем работал профессором (с 2009 — кафедры ветеринарной санитарии). Одновременно в 1994—2001 годы — декан ветеринарного факультета Кустанайского сельскохозяйственного института.
Изучал историю мировых религий.

### Семья
Женат, четверо детей.

## Научная деятельность
В 1969 году в Алма-Атинском зооветеринарном институте защитил кандидатскую диссертацию («Некоторые вопросы эпизоотологии листериоза овец в Кустанайской области», научный руководитель — профессор П. С. Лазарев, создатель Троицкой школы эпизоотологов); в 1983 в Московской ветеринарной академии — докторскую диссертацию.
Создал научную школу по проблемам листериоза в Костанайском университете им. А. Байтурсынова.
Входит в Научно-экспертную группу Костанайской областной Ассамблеи народа Казахстана.
Действительный член Академии естественных наук Республики Казахстан и России и Международной академии аграрного образования.
Автор многих работ, в том числе 17 книг.

## Награды
- медали СССР
  - «За трудовое отличие»
  - «За доблестный труд»
  - «Ветеран труда»
- Медаль «20 лет независимости Республики Казахстан»
- Медаль «20 лет Ассамблеи народа Казахстана»
- Серебряная медаль им. Ахмета Байтурсынова Ассоциации вузов РК
- Почётная грамота Президента Республики Казахстан
- Отличник образования РК
- премия «Қазына» в номинации «Наука» Костанайского Клуба меценатов.